# 진해 경비부
진해 경비부(일본어: 鎮海警備府 친카이케이비후[*])는 지금의 대한민국 창원시 진해구에 있었던 일본 제국 해군의 경비부였다. 라선와 청진에 있는 해군 기지를 통제하였다.

## 역사
1904년 1월, 거제도에 설치된 방위대가 그 시초로, 진해경비대로 개칭한 후 1916년 요항부로 승격되었다. 1941년 11월 20일에는 경비부로 개편되었으나, 일본의 항복 이후 1945년 11월 30일에 폐지되었다. 이후,

## 부서
| - 막료 - 항무부 - 군수부 - 공작부 - 경리부 - 병원 - 방비대 - 항공대, 1936년 10월 1일 창설 - 통신대 - 감옥 - 함선 - 수리공장 - 방비전대, 1941년 10월 1일 창설 - 라선근거지대, 1941년 10월 1일 창설 | - 막료 - 항무부 - 인사부, 1944년 2월 1일 신설 - 군수부 - 공작부 - 경리부 - 병원 - 해병단, 1944년 2월 1일 창설 - 항공대 - 특별근거지대, 1942년 1월 15일 창설 - 함선 - 연합특별육전대, 1945년 7월 20일 창설 - 방비전대, 1942년 10월 1일 해체 - 항구경비대(라선, 청진), 1945년 7월 25일 창설 |

## 같이 보기
- 경비부
- 진해 해군기지